# Erskine Island
Erskine Island är en ö i Australien. Den ligger i kommunen Gladstone och delstaten Queensland, omkring 460 kilometer norr om delstatshuvudstaden Brisbane.
Ön ligger på Erskine Reef. Den är en del av Capricorn Group.